# Pheneps brazilianus
Pheneps brazilianus is een keversoort uit de familie keikevers (Psephenidae). De wetenschappelijke naam van de soort werd in 1937 gepubliceerd door Howard Everest Hinton.